# کرست (خمیردندان)
کرست (به انگلیسی: Crest)نام تجاری خمیر دندان و سایر محصولات بهداشت دهان و دندان است که توسط شرکت‌های چند ملیتی پروکتر اند گمبل (P&G) ساخته شده و در سراسر جهان به فروش می‌رسد. در بسیاری از کشورهای اروپایی، مانند آلمان، بلغارستان، صربستان، اوکراین، روسیه، لهستان، مجارستان، لتونی، رومانی و لیتوانی، آن را با عنوان Blend-A-Med به فروش می‌رسانند، که نام خمیر دندانی آلمانی که در سال ۱۹۸۷ توسط P&G تولید می‌شد. در فرانسه، ایتالیا، سوئد، فنلاند، آرژانتین، بلژیک، هلند، برزیل، انگلیس، ایرلند، استرالیا، نیجریه، یونان و کلمبیا، P&G فرمول‌های خمیردندان مشابهی را با نام Oral-B به بازار عرضه می‌کند.

## تاریخ
کرست در سال ۱۹۵۴ با عنوان «فلورستان» در ایالات متحده معرفی شد، زیرا حاوی فلوئورید قلع (II) است. در سال ۱۹۵۵، نام محصول به «کرست با فلورستان» تغییر یافت. ترکیب خمیردندان توسط دکتر مولر، هری دی، و ویلیام اچ تولید شده‌است. پروکتر اند گمبل حق استفاده از ثبت اختراع را پرداخت کردند و بدین ترتیب یک مؤسسه جدید تحقیقات دندانپزشکی در این دانشگاه تأمین مالی کردند ("خانه ای که کرست ساخته‌است"). ماده فعال کرست در سال ۱۹۸۱ به مونوفلوروفسفات سدیم یا "Fluoristat" تغییر یافت. امروزه، در خمیردندان‌های کرست از سدیم فلوراید یا «عاج دندان با فلورایستات» استفاده می‌شود. کرست توسط انجمن دندانپزشکی آمریکا (ADA) , و همچنین انجمن‌های معادل دندانپزشکی در کشورهای دیگر پذیرفته می‌شود.